# Дом културе Долово
Дом културе Долово је јавна установа општине Панчево за развој културе и уметности. Налази се у улици Краља Петра Првог 36. Представља организациони центар заједнице чија је сврха да задовољи културне потребе мештана Долова, очува и презентује културно наслеђе и подржи аматеризам у култури.

## Историја
Дом културе „25. мај” Долово је основан 19. јула 1960. обједињавањем биоскопа, сеоске библиотеке са читаоницом, омладинске фолклорне секције и румунског КУД „Јон Креанге” са својим секцијама фанфаром, оркестром, фолклором и драмском секцијом. Од оснивања до данас у Дому је стално запослено од пет до седам радника. Зграда у којој сe налази Дом је настала добровољним радом становника Долова, 1947. године су започели изградњу задружног дома који је десетак година касније завршен и усељен од стране Земљорадничке задруге Долово, а 1960. се уселио и Дом културе. Када је земљорадничка задруга добила право коришћења зграде некадашње општине Долово иселила се. Преносом права коришћења зграде на Дом културе 1984. године почињу радови на реновирању простора, површине 1600 квадратних метара и привођењу стварној намени, уведено је централно грејање, пресељена је и уређена библиотека са читаоницом, уређена је дискотека, велика сала са вишенаменском функцијом: биоскоп, позориште и концерт, започело се са уређењем канцеларијског простора и купљена је прва пратећа потребна опрема. Данас Дом културе садржи следеће основне делатности: приказивачка (биоскоп), библиотечка (библиотека са читаоницом), аматеризам (фолклорна, музичка, ликовна, драмска, рецитаторска, хорска, секција за очување културне традиције, новинарска и друге), сценско-музички програми (позоришне представе за децу и одрасле, концерти и други забавни програми), издавачка (информисање и комуникације) и пружање програмских, техничких и организационих услуга физичким лицима, привредним субјектима, удружењима грађана из места и шире.